# Карадах
Карадах (авар. Бириб)— село в Гунибском районе Дагестана. Входит в состав сельского поселения Сельсовет Кородинский.

## География
Расположено в 12 км к северо-западу от районного центра с. Гуниб, на р. Аварское Койсу.

## Население
| 1926 | 1939 | 1970 | 1989 | 2002 | 2010 | 2021 |
| ---- | ---- | ---- | ---- | ---- | ---- | ---- |
| 9    | ↗126 | ↗310 | ↗371 | ↘368 | ↗390 | ↗470 |